# Memoriał Alfreda Smoczyka 1974
XXIV Memoriał Alfreda Smoczyka odbył się 6 października 1974 r. Wygrał Zbigniew Jąder.

## Wyniki
- 6 października 1974 r. (niedziela), Stadion im. Alfreda Smoczyka (Leszno)
- Najlepszy Czas Dnia: 76,50 sek. - Ryszard Jany w 2 wyścigu oraz Mariusz Okoniewski w wyścigu 11.

| Msc. | Zawodnik                | Klub / Kraj          | Pkt |             |  |
| ---- | ----------------------- | -------------------- | --- | ----------- |  |
| 1    | (10) Zbigniew Jąder     | Unia Leszno          | 14  | (3,3,2,3,3) |  |
| 2    | (1) Zdzisław Dobrucki   | Unia Leszno          | 12  | (2,3,2,3,2) |  |
| 3    | (6) Paweł Waloszek      | Śląsk Świętochłowice | 12  | (2,2,3,3,2) |  |
| 4    | (5) Ryszard Jany        | Sparta Wrocław       | 12  | (3,2,3,2,2) |  |
| 5    | (2) Jerzy Szczakiel     | Kolejarz Opole       | 11  | (3,1,1,3,3) |  |
| 6    | (12) Andrzej Wyglenda   | ROW Rybnik           | 11  | (2,2,2,2,3) |  |
| 7    | (11) Marian Witelus     | Kolejarz Opole       | 9   | (1,2,1,2,3) |  |
| 8    | (8) Mariusz Okoniewski  | Unia Leszno          | 8   | (0,3,3,1,1) |  |
| 9    | (15) Wojciech Kaczmarek | Start Gniezno        | 7   | (2,3,0,2,0) |  |
| 10   | (7) Zygmunt Słowiński   | Sparta Wrocław       | 7   | (1,1,3,u,2) |  |
| 11   | (3) Jan Ząbik           | Apator Toruń         | 5   | (1,0,2,1,1) |  |
| 12   | (13) Jacek Goerlitz     | Śląsk Świętochłowice | 4   | (3,0,1,0,0) |  |
| 13   | (9) Andrzej Węgrzyk     | ROW Rybnik           | 3   | (0,1,1,0,1) |  |
| 14   | (4) Roman Kościecha     | Apator Toruń         | 2   | (0,0,0,1,1) |  |
| 15   | (14) Dieter Jensch      | NRD                  | 2   | (1,0,0,1,0) |  |
| 16   | (16) Werner Mell        | NRD                  | 1   | (0,1,0,0,0) |  |
|      | (R1) Antoni Heliński    | Unia Leszno          | ns  |             |  |
|      | (R2) Kazimierz Adamczak | Unia Leszno          | ns  |             |  |

## Bieg po biegu
1. (76,80) Szczakiel, Z. Dobrucki, J. Ząbik, Roman Kościecha
2. (76,50) Jany, P. Waloszek, Słowiński, M. Okoniewski
3. (77,10) Zb. Jąder, Wyglenda, Witelus, A. Węgrzyk
4. (78,10) Goerlitz, Kaczmarek, Jensch, Mell
5. (79,80) Z. Dobrucki, Jany, A. Węgrzyk, Goerlitz
6. (77,00) Zb. Jąder, P. Waloszek, Szczakiel, Jensch
7. (76,80) Kaczmarek, Witelus, Słowiński, J. Ząbik
8. (78,40) M. Okoniewski, Wyglenda, Mell, Roman Kościecha
9. (79,80) P. Waloszek, Z. Dobrucki, Witelus, Mell
10. (78,30) Jany, Wyglenda, Szczakiel, Kaczmarek
11. (76,50) M. Okoniewski, J. Ząbik, A. Węgrzyk, Jensch
12. (78,10) Słowiński, Zb. Jąder, Goerlitz, Roman Kościecha
13. (78,30) Z. Dobrucki, Wyglenda, Jensch, Słowiński (u)
14. (78,10) Szczakiel, Witelus, M. Okoniewski, Goerlitz
15. brak czasu Zb. Jąder, Jany, J. Ząbik, Mell
16. (77,80) P. Waloszek, Kaczmarek, Roman Kościecha, A. Węgrzyk
17. (79,40) Zb. Jąder, Z. Dobrucki, M. Okoniewski, Kaczmarek
18. (78,00) Szczakiel, Słowiński, A. Węgrzyk, Mell
19. (78,90) Wyglenda, P. Waloszek, J. Ząbik, Goerlitz
20. (78,70) Witelus, Jany, Roman Kościecha, Jensch

O Puchar ZMS
21. (78,20) M. Okoniewski, Jany, Witelus, Goerlitz